# Championnat des États-Unis de combiné nordique
Cette page recense les podiums du championnat des États-Unis de combiné nordique.

## Palmarès

### Championnat féminin
| Année | Lieu        | État     | Champion            | Deuxième        | Troisième |
| ----- | ----------- | -------- | ------------------- | --------------- | --------- |
| 2015  | Lake Placid | New York | Tara Geraghty-Moats | Gabby Armstrong |           |

### Championnat masculin
| Année     | Lieu                           | État                    | Champion                | Deuxième                | Troisième               |
| --------- | ------------------------------ | ----------------------- | ----------------------- | ----------------------- | ----------------------- |
| 2015      | Lake Placid                    | New York                | Bryan Fletcher          | Taylor Fletcher         | Adam Loomis             |
| 2014      | Lake Placid                    | New York                | Bill Demong             | Taylor Fletcher         | Bryan Fletcher          |
| 2013      | Park City                      | Utah                    | Todd Lodwick            | Johnny Spillane         | Taylor Fletcher         |
| 2012      | Fox River Grove                | Illinois                | Bill Demong             | Johnny Spillane         | Bryan Fletcher          |
| 2011      | Park City                      | Utah                    | Brett Camerota          | Todd Lodwick            | Bill Demong             |
| 2010      | Lake Placid                    | New York                | Todd Lodwick            | Brett Camerota          | Bryan Fletcher          |
| 2009      | Lake Placid                    | New York                | Johnny Spillane         | Bill Demong             | Todd Lodwick            |
| 2008      | Park City                      | Utah                    | Bill Demong             |                         |                         |
| 2007      | Steamboat Springs              | Colorado                | Bill Demong             |                         |                         |
| 2006      | Steamboat Springs              | Colorado                | Todd Lodwick            |                         |                         |
| 2005      | Steamboat Springs              | Colorado                | Todd Lodwick            |                         |                         |
| 2004      | Steamboat Springs              | Colorado                | Todd Lodwick            |                         |                         |
| 2003      | Steamboat Springs              | Colorado                | Todd Lodwick            |                         |                         |
| 2002      | Steamboat Springs              | Colorado                | Bill Demong             |                         |                         |
| 2001      | Park City                      | Utah                    | Bill Demong             |                         |                         |
| 2000      | Steamboat Springs              | Colorado                | Todd Lodwick            |                         |                         |
| 1999      | Lake Placid                    | New York                | Todd Lodwick            |                         |                         |
| 1998      | Steamboat Springs              | Colorado                | Todd Lodwick            |                         |                         |
| 1997      | Steamboat Springs              | Colorado                | Todd Lodwick            |                         |                         |
| 1996      | Steamboat Springs              | Colorado                | Todd Lodwick            |                         |                         |
| 1995      | Steamboat Springs              | Colorado                | Ryan Heckman (de)       |                         |                         |
| 1994      | Steamboat Springs              | Colorado                | Todd Lodwick            |                         |                         |
| 1993      | Steamboat Springs              | Colorado                | Tim Tetreault           |                         |                         |
| 1992      | Lake Placid                    | New York                | Tim Tetreault           |                         |                         |
| 1991      | Steamboat Springs              | Colorado                | Joe Holland (en)        |                         |                         |
| 1990      | Steamboat Springs              | Colorado                | Dan O'Meara             |                         |                         |
| 1989      | Lake Placid                    | New York                | Joe Holland (en)        |                         |                         |
| 1988      | Lake Placid                    | New York                | Joe Holland (en)        |                         |                         |
| 1987      | Ishpeming                      | Michigan                | Pat Ahern               |                         |                         |
| 1986      | Steamboat Springs              | Colorado                | Kerry Lynch             |                         |                         |
| 1985      | Laconia                        | New Hampshire           | Pat Ahern               |                         |                         |
| 1984      | Lake Placid                    | New York                | Pat Ahern               |                         |                         |
| 1983      | Eau Claire                     | Wisconsin               | Kerry Lynch             |                         |                         |
| 1982      | Laconia                        | New Hampshire           | Pat Ahern               |                         |                         |
| 1981      | Laconia                        | New Hampshire           | Kerry Lynch             |                         |                         |
| 1980      | Eau Claire                     | Wisconsin               | Walter Malmquist (en)   |                         |                         |
| 1979      |                                |                         | Mike Devecka (de)       |                         |                         |
| 1978      | Winter Park                    | Colorado                | Jim Galanes             |                         |                         |
| 1977      | Ishpeming                      | Michigan                | Jim Galanes             |                         |                         |
| 1976      | Brattleboro                    | Vermont                 | Jim Galanes             |                         |                         |
| 1975      | Laconia                        | New Hampshire           | Mike Devecka (de)       |                         |                         |
| 1974      | Laconia                        | New Hampshire           | Bruce Cunningham        |                         |                         |
| 1973      | Minneapolis                    | Minnesota               | Teyck Weed (en)         |                         |                         |
| 1972      | Brattleboro / Putney           | Vermont                 | Mike Devecka (de)       |                         |                         |
| 1971      | Williamstown                   | Massachusetts           | Bob Kendall             |                         |                         |
| 1970      |                                |                         | Jim Miller (de)         |                         |                         |
| 1969      | Durango                        | Colorado                | Jim Miller (de)         |                         |                         |
| 1968      |                                |                         | John Bower              |                         |                         |
| 1967      | Putney                         | Vermont                 | John Bower              |                         |                         |
| 1966      | Brattleboro                    | Vermont                 | John Bower              |                         |                         |
| 1965      | Andover                        | Maine                   | David Rikert            |                         |                         |
| 1964      | Crested Butte                  | Colorado                | John Balfanz (de)       |                         |                         |
| 1963      | Franconia                      | New Hampshire           | John Bower              |                         |                         |
| 1962      | épreuve annulée                | épreuve annulée         | épreuve annulée         | épreuve annulée         | épreuve annulée         |
| 1961      | informations manquantes        | informations manquantes | informations manquantes | informations manquantes | informations manquantes |
| 1960      | Steamboat Springs              | Colorado                | Alfred Vincelette       |                         |                         |
| 1959      | Steamboat Springs              | Colorado                | Alfred Vincelette       |                         |                         |
| 1958      | Rumford                        | Maine                   | Alfred Vincelette       |                         |                         |
| 1957      |                                |                         | Bill Purcell            |                         |                         |
| 1956      | Ishpeming                      | Michigan                | Per Staavi              |                         |                         |
| 1955      | informations manquantes        | informations manquantes | informations manquantes | informations manquantes | informations manquantes |
| 1954      | Ishpeming                      | Michigan                | Norman Oakvik           |                         |                         |
| 1953      | informations manquantes        | informations manquantes | informations manquantes | informations manquantes | informations manquantes |
| 1952      | McCall                         | Idaho                   | Corey Engen (en)        |                         |                         |
| 1951      | Berlin                         | New Hampshire           | Theodore A. Farwell     |                         |                         |
| 1950      | Berlin                         | New Hampshire           | Gordon Wren             |                         |                         |
| 1949      | Hyak, Washington (en)          | Washington              | Ralph J. Townshend      |                         |                         |
| 1948      | Duluth                         | Minnesota               | Robert Wright           |                         |                         |
| 1947      | Lake Placid                    | New York                | Ralph J. Townshend      |                         |                         |
| 1943-1946 | pas de championnat             | pas de championnat      | pas de championnat      | pas de championnat      | pas de championnat      |
| 1942      | Brattleboro                    | Vermont                 | Howard Chivers          |                         |                         |
| 1941      | Salt Lake City                 | Utah                    | Alf Engen (en)          |                         |                         |
| 1940      | Land O' Lakes (Wisconsin) (en) | Wisconsin               | Peter Fosseide          |                         |                         |
| 1939      | Salt Lake City                 | Utah                    | Alf Engen (en)          |                         |                         |
| 1938      | Minneapolis                    | Minnesota               | David J. Bradley (en)   |                         |                         |
| 1937      | Minneapolis                    | Minnesota               | Warren Chivers          |                         |                         |
| 1934-1936 | pas de championnat             | pas de championnat      | pas de championnat      | pas de championnat      | pas de championnat      |
| 1933      | Salisbury                      | Connecticut             | Karl Magnus Satre       |                         |                         |
| 1932      | Tahoe                          | Californie              | Hjalmar Hvam            |                         |                         |